# Apodemus
Apodemus és un gènere de rosegadors miomorfs de la família Muridae. Està format per 20 espècies vivents i una espècie extinta, que es troben distribuïdes per Euràsia i el nord d'Àfrica.

## Distribució i hàbitat
La seva àrea de distribució s'estén a grans parts de la zona paleàrtica, la zona indomalaia i el nord d'Àfrica. A Europa és present des d'Islàndia, Irlanda i les illes Shetland, fins a Rússia al nord, passant per Escandinàvia, i arribant al sud fins a la Mediterrània, on també hi és present a Sicília i Creta. A l'Àfrica estan presents al Marroc, Algèria i Tunísia. A l'Àsia, la seva àrea de distribució s'estén des de l'Àsia menor i el Turquestan fins l'Oceà Pacífic. Habiten a Síria, l'Iran, el Panjab, el Caixmir, la major part de la Xina al nord del riu Iang-tsé, des de Gansu fins a Sichuan, a Shandong, a Mongòlia, a Manxúria, Corea, el Japó i a l'illa de Sakhalín. A la zona indomalaia, s'estén del Nepal a fins a Myanmar, Yunnan i Fujian, a Taiwan i a les Illes Ryūkyū.
Les espècies d'aquest gènere viuen en boscos, tant oberts com espessos, en jardins i praderies, així com en altres zones de conreu i aiguamolls.

## Descripció
Es tracta d'espècies de rosegadors de mida petita o mitjana, que són semblants en aparença algunes de les espècies dels ratinis, concretament a les de la Divisió Micromys. La seva longitud conjunta del cos i del cap varia entre 6 i 15 centímetres, tenen una longitud de la cua que fa entre 7 i 14,5 cm i un pes corporal que varia entre 15 i 50 grams. La cua sol ser aproximadament igual de llarga que la resta del cos, encara que també pot ser més curta o més llarga.
En les espècies que viuen als boscos, el musell és allargat i els ulls i les orelles són relativament grans, mentre que les espècies que viuen en zones més obertes, el musell és més curt i els ulls i les orelles són relativament petites. Les potes posteriors són llargues i estretes. Els 3 dits centrals són llargs, mentre que els dos dits exteriors són més curts. En funció de l'espècie, les femelles tenen 3 o 4 parells de mamelles, dos parells situats al pit, i un o dos parells a l'engonal.
Els pèls d'aquestes espècies solen ser suaus, encara que poden no ser-ho, com és el cas de Apodemus speciosus. El color dels pèls de la part superior varia en diferents tonalitats de marró: marró grisenc, marró groc, marró vermellós, marró clar o marró pàl·lid-sorrenc. A la part inferior, el pelatge és de color blanc o grisenc, sovint amb taques grogues. Les potes davanteres i posteriors són majoritàriament blanques. La cua està moderadament poblada de pèls.

## Ecologia
Són bons escaladors, encara que són millors saltadors. També són bons nedadors. Depenent de l'espècie, poden ser diürns, nocturns o crepusculars. El seu radi d'acció pot arribar fins a uns 180 metres del cau. Solen cavar caus profunds amb un niu al final del túnel, amb el terra cobert d'herbes i fulles. S'alimenten d'arrels, llavors, baies, fruits secs i insectes. Emmagatzemen aliments en una cambra específica del cau.
El període de cria pot variar geogràficament. Les femelles donen a llum sis cries en un any. A la natura, l'esperança de vida mitjana és, probablement, d'un any o menys. La influència en la renovació dels boscos és complexa. A Gran Bretanya, es va reconèixer el paper important en el transport i l'enterrament de llavors d'arbres i en la eliminació de plàntules.

## Taxonomia
El 2005, Musser i Carleton van crear la Divisió Apodemus dins dels murins, on s'incloïen les espècies d'aquest gènere i del gènere Tokudaia. El 2008, Lecompte et al van revisar la classificació dels murins, classificant la divisió dins la nova tribu dels apodeminis. Van sospitar una estreta relació entre les espècies d'aquest gènere i les del gènere Tokudaia a causa de la construcció dels molars, així com una relació amb els gènere Rhagamys del Quaternari i Rhagapodemus del Pliocè. Actualment, la relació amb espècies del gènere Tokudaia és compatible amb estudis genètics moleculars. Lecompte et al confirmen que les seqüències de gen mitocondrial i nuclear avalen aquesta relació de grups germans, però assenyalen una diferència considerable en el moment de divergència entre els dos gèneres.
En la seva classificació, Musser i Carleton (2005) dividien les espècies d'aquest gènere en quatre grups i distingien 20 espècies. Actualment està en discussió la creació de quatre subgèneres: Alsomys, Apodemus, Karstomys i Sylvaemus, agrupant les espècies per diferències morfològiques i d'ADN mitocondrial.

### Espècies
- Apodemus agrarius, Pallas, 1771.
- Apodemus alpicola, Heinrich, 1952.
- Ratolí de bosc petit del Japó (A. argenteus), Temminck, 1844.
- Apodemus chevrieri, Milne-Edward, 1868.
- Apodemus draco, Barrett-Hamilton, 1900.
- Apodemus epimelas, Nehring, 1902.
- Apodemus flavicollis, Melchior, 1834.
- Apodemus gurkha, Thomas, 1924.
- Apodemus hyrcanicus, Vorontsov, Boieskorov i Mejjerin, 1992.
- Apodemus latronum, Thomas, 1911.
- Apodemus meini †
- Apodemus mystacinus, Danford i Alston, 1877.
- Apodemus pallipes, Barrett-Hamilton, 1900.
- Apodemus peninsulae, Thomas, 1906.
- Apodemus ponticus, Svirindenko, 1936.
- Apodemus rusiges, Miller, 1913.
- Apodemus semotus, Thomas, 1908.
- Apodemus speciosus, Temmick, 1844.
- Ratolí de bosc (A.sylvaticus), Linnaeus, 1758.
- Apodemus uralensis, Pallas, 1811.
- Apodemus witherbyi, Thomas, 1902.